# نانا يامادا
نانا يامادا (باليابانية: 山田菜々 ) (و. 1992  م) هي مغنية، وعارضة، وتارينتو يابانية، ولدت في أوساكا.

## وصلات خارجية
- نانا يامادا على موقع IMDb (الإنجليزية)
- نانا يامادا على موقع ميوزك برينز (الإنجليزية)
- نانا يامادا على موقع ميوزك برينز (الإنجليزية)
- نانا يامادا على موقع ديسكوغز (الإنجليزية)

- نانا يامادا في قاعدة بيانات الأفلام على الإنترنت